# Soden (Adelsgeschlecht)

Stammwappen derer von Soden

Soden (auch von Soden oder vom Sode) ist der Name eines alten niedersächsischen Adelsgeschlechts. Die Herren von Soden gehörten ursprünglich zum Patriziat der Stadt Hannover und gelangten später bis nach Franken. Zweige der Familie bestehen bis heute.

## Geschichte
Erstmals urkundlich erwähnt wird das Geschlecht mit Johann, Dietrich und Hildebrand de Sode im Jahre 1323 zu Hannover. Bereits 1358 erscheint Hyldebrandus de Zode unter den „consules jurati“, dem Rat der Stadt, und 1418 Jakob von Sode „[…] von welckem dat gantze herelike Geschlechte von der Sode entsproten“.
Lange Zeit gehörte die Familie vom Sode zu den bedeutendsten Patriziergeschlechtern in Hannover, das sich weit verzweigt auch in Nachbarstädten niederließ. Eine erste, hannoversche Linie mit dem Namen von Sode erlosch im 17. Jahrhundert. Eine zweite, preußisch-hamburgisch-sächsische Linie nannte sich zum Teil von Soden-Gölzdorf. Eine dritte Linie, von der Sode, wurde in der ersten Hälfte des 18. Jahrhunderts in Mecklenburg landsässig und eine vierte Linie, von Soden, gelangte über Erfurt nach Franken.
Angehörige der vierten Linie waren, wegen der von den Freiherren von Ellrichshausen erworbenen Herrschaft Neidenfels (in der Gemeinde Satteldorf bei Schwäbisch Hall), Mitglied der Reichsritterschaft im Ritterkanton Odenwald des fränkischen Ritterkreises. Der vormalige fürstlich ansbachische Staatsminister Julius Reichsgraf von Soden kaufte 1794 das Rittergut Neustädtles, das sich bis heute im Besitz der Grafen von Soden befindet. Wegen des Besitzes bzw. Teilbesitzes von Neustädtles und Eichenhausen waren die Grafen Soden auch im Ritterkanton Rhön-Werra und wegen Sassanfahrt, Köttmannsdorf und Schlammersdorf im Ritterkanton Steigerwald immatrikuliert. Auch in den Kantonen Gebürg und Altmühl waren die Herren von Soden vertreten.
1724 erhielten sie vom Reich ein Bestätigungsdiplom ihres patrizischen Adels. 1790 wurde ein älterer Zweig der fränkischen Linie in den Reichsgrafenstand erhoben. Ein jüngerer Zweig dieser Linie wurde 1831 im Königreich Württemberg und 1868 im Königreich Bayern, auf Grund der ehemaligen Zugehörigkeit zur Reichsritterschaft, bei der Freiherrenklasse der Adelsmatrikel eingetragen. Aus diesem Zweig stammte der bayerische Staatsminister Freiherr Maximilian von Soden-Fraunhofen (1844–1922), der 1916 in den erblichen bayerischen Grafenstand erhoben wurde. 1865 erbte er das Schloss Neufraunhofen in Niederbayern, das sich bis heute im Besitz seiner Linie, der Grafen von Soden-Fraunhofen, befindet.

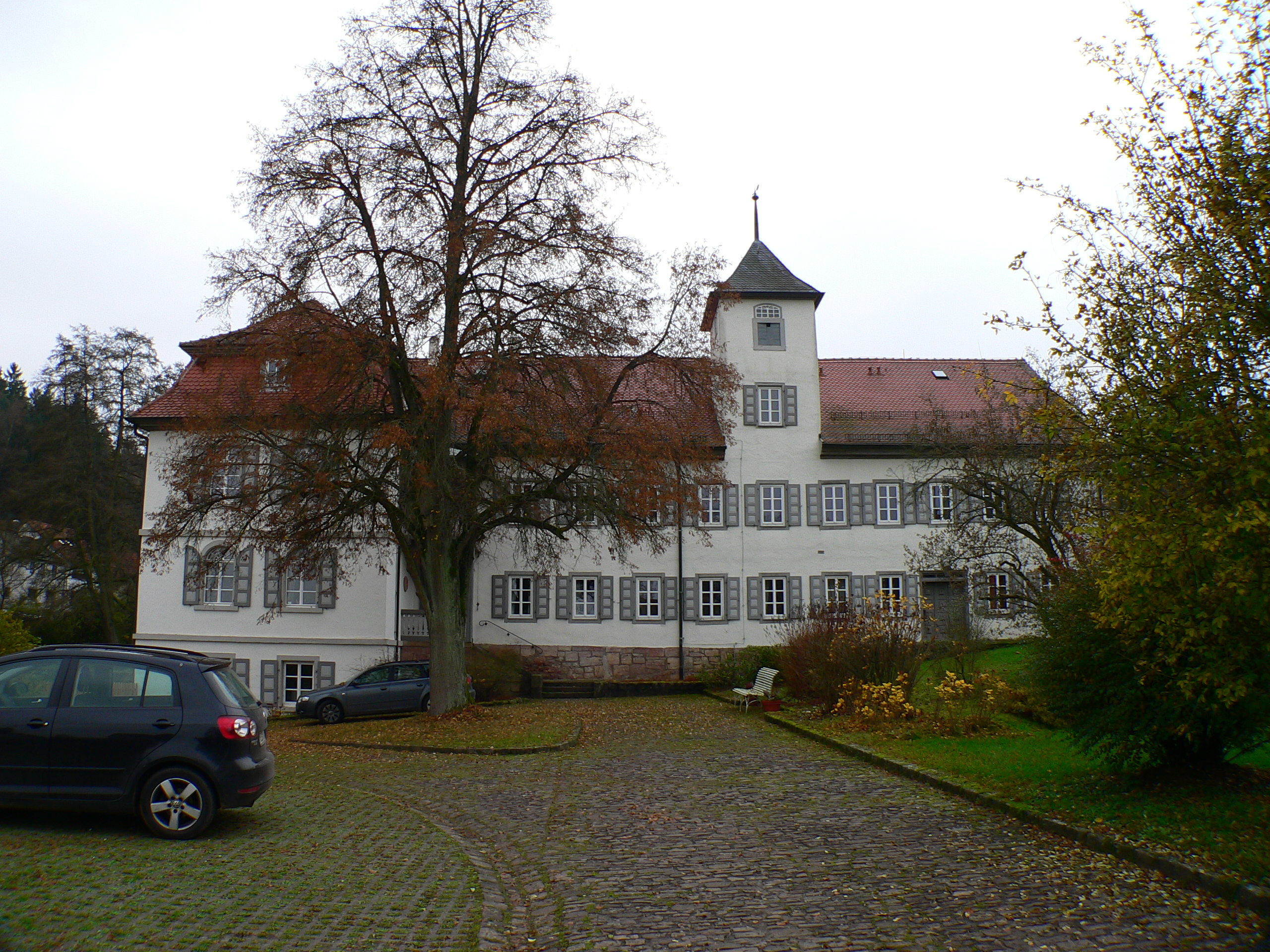
Schloss Neustädtles
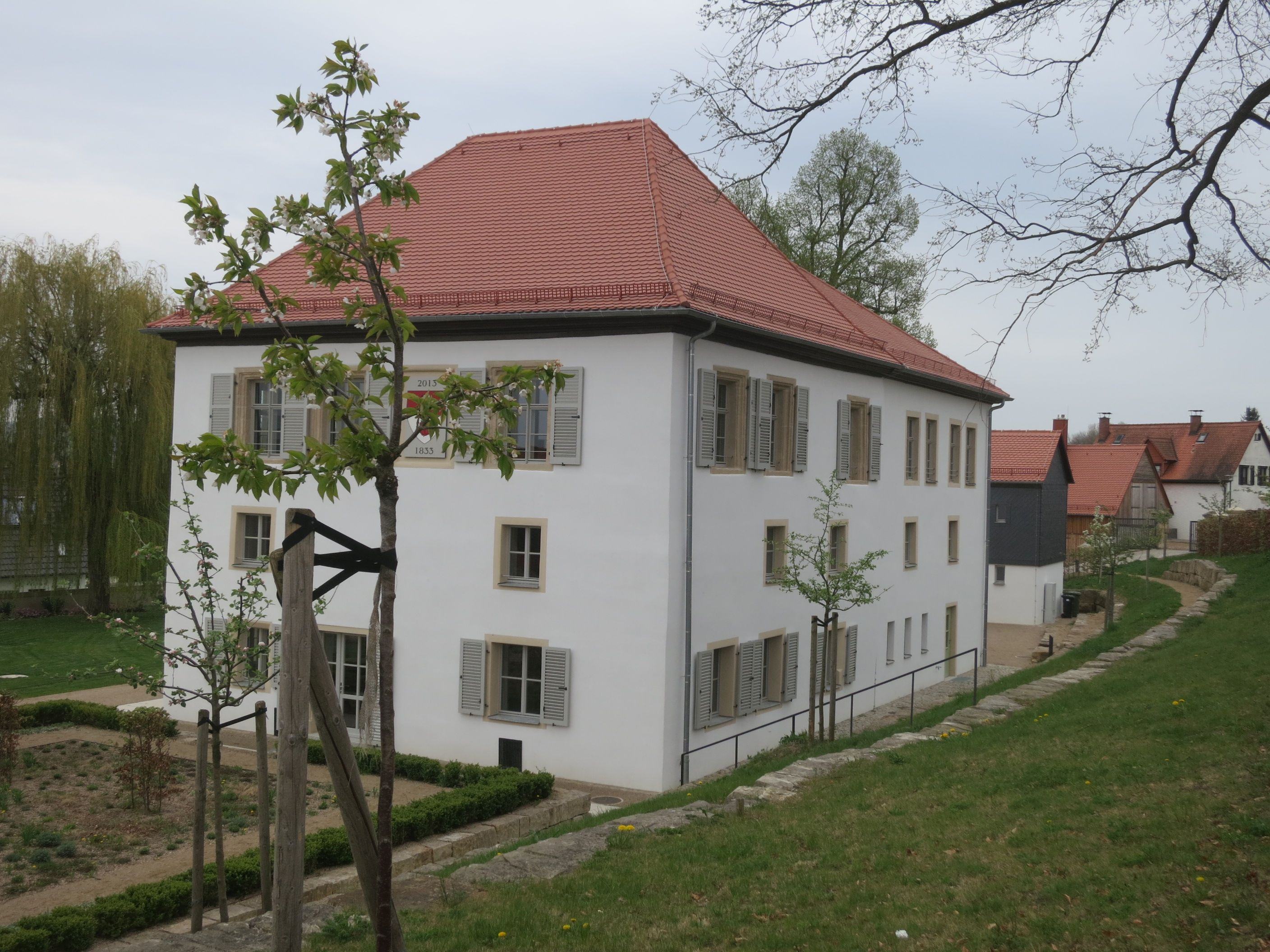
Schloss Sassanfahrt
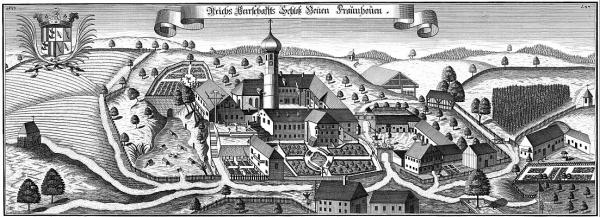
Schloss Neufraunhofen um 1700

## Wappen
Blasonierung des Stammwappens: „Geteilt von Rot und Silber, oben und unten eine grünbespitzte und goldbebutzte Rose in verwechselten Farben. Auf dem goldbekrönten Helm mit rot-silbernen Decken zwei rot-silbern geteilte abwehende Fähnchen an schräggestellten beidseitig bespitzten goldenen Lanzen.“
Das ursprüngliche Wappen wird beschrieben als: „Geteilt von Rot und Silber, oben und unten eine Rose in verwechselten Farben. Auf dem gekrönten Helm mit rot-silbernen Decken zwei Fähnchen, das rechte silbern an rotem Stab mit goldener Lanzenspitze, das linke rot an goldenem Stab mit goldener Lanzenspitze.“
In alten Wappenbeschreibungen wie in Siebmachers Wappenbuch werden die Fähnchen und Lanzen in vielen Varianten beschrieben.

## Namensträger
- Anna vom Sode (ca. 1405–1437), erste Ehefrau des Lübecker Bürgermeisters Wilhelm von Calven
- Moritz vom Sode (1527–1606), auch: Moritz von Soden, Moritz von Sode, Mauritius de Sode oder Mauritius a Soden, deutscher Kanoniker, Propst und Stiftungsgründer des von-Soden-Klosters[1]
- Jürgen vom Sode († 1544 in Hannover ?), Bürgermeister von Hannover von 1504 bis 1530[1]
- Johann Hermann vom Sode (1656–1705), war von 1689 bis 1699 Bürgermeister von Hannover; seine beiden Söhne, die hannoverschen Offiziere August und Johann Ludwig, wurden 1724 in den Reichsadelsstand erhoben[1]
- Julius von Soden (1754–1831), deutscher Schriftsteller
- Franz von Soden (Historiker) (1790–1869), Oberstleutnant und Nürnberger Historiker
- Alfred Freiherr von Soden (1826–1894), Wirklicher Geheimer Rat und Verwaltungsgerichtspräsident
- Maximilian von Soden-Fraunhofen (1844–1922), bayerischer Staatsminister
- Julius von Soden (1846–1921), deutscher Reichsbeamter des Auswärtigen Amts
- Hermann von Soden (1852–1914), deutscher evangelisch-lutherischer Theologe
- Franz von Soden (General) (1856–1945), Generalleutnant im Ersten Weltkrieg
- Eugenie von Soden (1858–1930), deutsche Schriftstellerin
- Alfred von Soden (General) (1866–1943), deutscher Generalleutnant
- Amélie von Soden (1869–1953), deutsche Politikerin
- Alfred Graf von Soden-Fraunhofen (1875–1944), erster Geschäftsführer und ab 1921 Vorstand der ZF Friedrichshafen AG[4]
- Hans von Soden (1881–1945), deutscher evangelisch-lutherischer Theologe
- Ekart von Soden-Fraunhofen (1906–1974), Maschinenbauer und Unternehmer[5]
- Wolfram von Soden (1908–1996), deutscher Altorientalist
- Heinrich von Soden-Fraunhofen (1920–2000), Weihbischof in München-Freising
- Elisabeth Gräfin von Soden (1921–2008), 1966 Weltmeisterin im Wurftaubenschießen
- Kristine von Soden (* 1947), deutsche Autorin

## Ehrungen
- Die 1860 angelegte Sodenstraße in der Oststadt von Hannover ehrt mit ihrer Namensgebung die hannoversche Ratsfamilie.[6]